# لاکی (واشینگتن)
لاکی (به انگلیسی: Lacey) شهری در شهرستان ترستن ایالت واشینگتن است که در سرشماری سال ۲۰۱۰ میلادی، ۴۲۳۹۳ نفر جمعیت داشته است.